# Bernd-Erwin Schramm

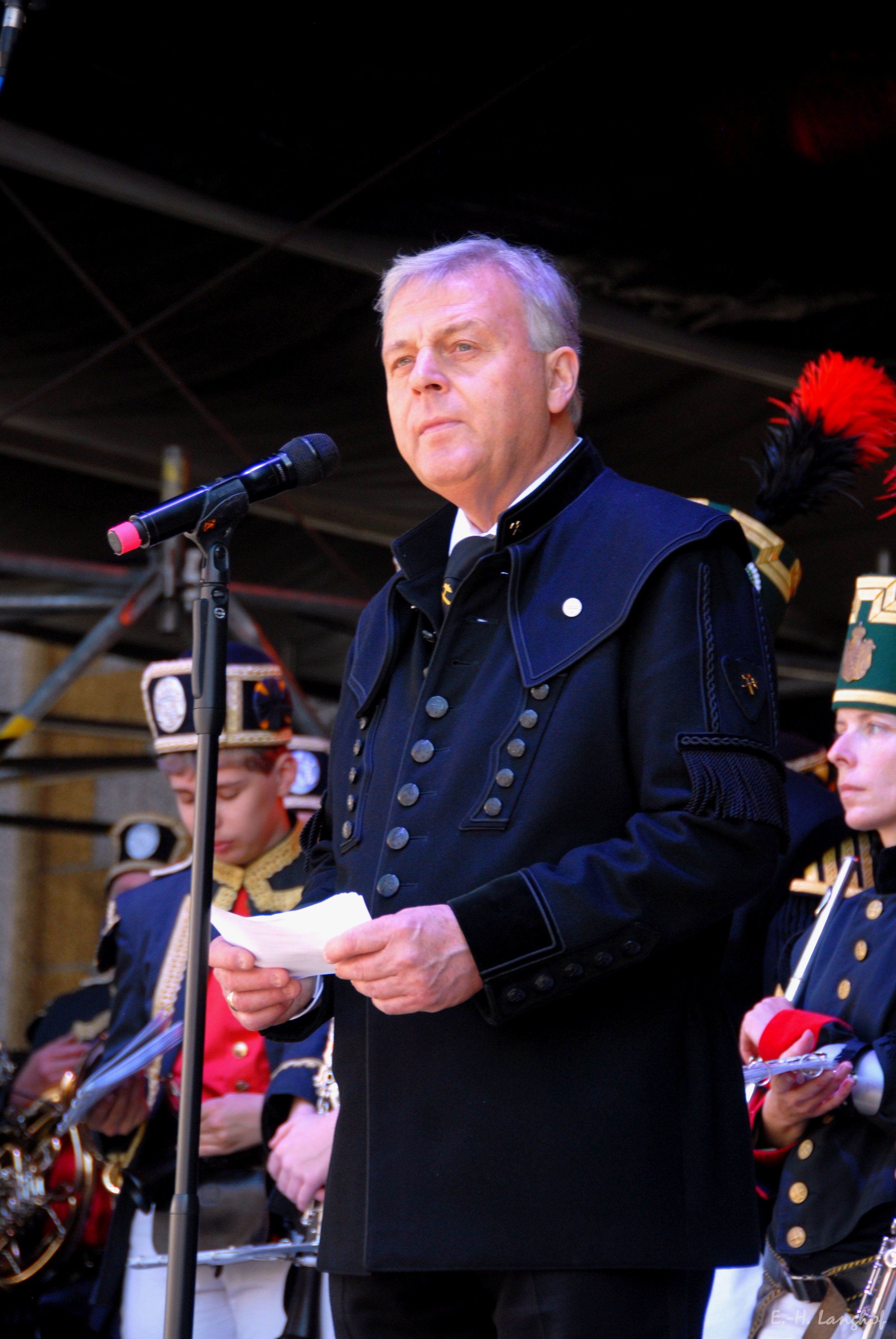
Bernd-Erwin Schramm, 2015

Bernd-Erwin Schramm (* 16. August 1948 in Finsterwalde) ist ein deutscher Politiker (parteilos). Schramm war von 2008 bis 2015 Oberbürgermeister der Großen Kreisstadt Freiberg.

## Leben
Von 1955 bis 1967 besuchte Schramm die Schule und absolvierte eine Lehre in Finsterwalde und Doberlug-Kirchhain. 1967 schloss er diese mit Abitur und dem Facharbeiter für Maschinenbau ab. Anschließend leistete er den 18-monatigen Grundwehrdienst bei der NVA ab. Von 1969 bis 1973 studierte Schramm an der Technischen Universität Bergakademie Freiberg Datenverarbeitung, Betriebswirtschaft und Ökonomische Kybernetik und schloss als Dipl.-Ing. oec. ab. Von 1973 bis 1990 war Schramm als Mitarbeiter und Gruppenleiter im VEB Bergbau- und Hüttenkombinat Freiberg und von 1990 bis 1993 als Vorstandsmitglied für Personal und Finanzen der Saxonia AG - Metallhütten- und Verarbeitungswerke tätig. Von 1993 bis 1997 war Schramm Filialdirektor Freiberg bei der Dresdner Bank AG und von 1997 bis 2008 stellvertretendes Vorstandsmitglied und Abteilungsdirektor bei der Kreissparkasse Freiberg. Er ist Vorsitzender des Kuratoriums der Saxonia-Freiberg-Stiftung.
Bernd-Erwin Schramm ist seit 1973 mit Gabriele Schramm verheiratet. Die beiden haben zwei gemeinsame Söhne und leben in Oberschöna im Ortsteil Wegefarth.

## Partei
Schramm wurde 1970 Mitglied der LDPD, seit 1990 gehörte er der FDP an. 1994 trat Schramm aus der Partei aus und ist seitdem parteilos.

## Öffentliche Ämter
Von 1974 bis 1994 war Schramm Stadtverordneter in Freiberg mit Mandat der LDPD bzw. der FDP. In dieser Zeit hatte er den Vorsitz des Finanzausschusses inne. 
Bei der Kreistagswahl am 8. Juni 2008 gelang es Schramm, mit der von ihm anlässlich der Oberbürgermeisterwahl gegründeten Wählerinitiative Freiberg kann mehr, einen Sitz im Kreistag des Landkreises Mittelsachsen zu erringen. 
Schramm ist bei der Oberbürgermeisterwahl vom 8. Juni 2008 und 22. Juni 2008 (zweiter Wahlgang) zum Oberbürgermeister der Großen Kreisstadt Freiberg gewählt worden. Er trat das Amt am 1. August 2008 an und löste die bei der OB-Wahl unterlegene Amtsinhaberin Uta Rensch (SPD) ab. Nach einer Amtsperiode kandidierte er nicht erneut.
| Personendaten    | Personendaten                   |
| ---------------- | ------------------------------- |
| NAME             | Schramm, Bernd-Erwin            |
| KURZBESCHREIBUNG | deutscher Politiker (parteilos) |
| GEBURTSDATUM     | 16. August 1948                 |
| GEBURTSORT       | Finsterwalde                    |